# 시에라고르다

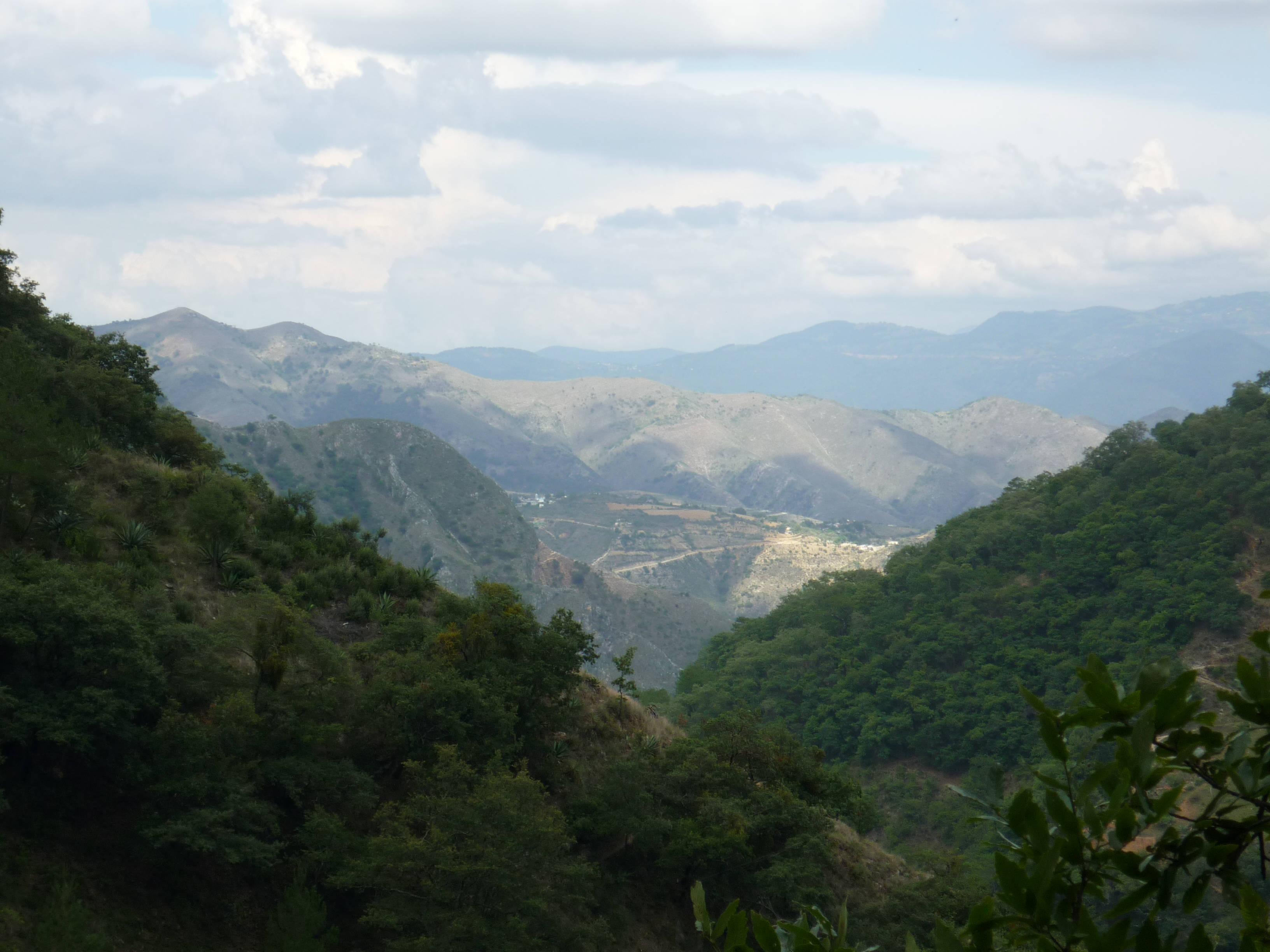

시에라고르다(Sierra Gorda)는 멕시코 케레타로주 북부에 있는 생태계가 보전된 지역이다.
멕시코 케레타로 주의 북쪽 3분의 1을 중심으로 과나후아토, 이달고, 산루이스포토시 등 이웃 주로 확장되는 생태 지역이다. 면적은 250km2이다. 이 지역은 높은 가파른 산과 깊은 협곡으로 매우 험준한다. 와스테카 카르스트(Huasteca Karst)의 일부로 석회암 침식으로 인해 많은 형성물, 특히 현지에서 소타 노스로 알려진 구덩이 동굴이 포함되어 있다. 이 지역은 지형의 울퉁불퉁함과 강수량의 폭 넓은 변화로 인해 생성된 다양한 미세 환경으로 인해 식물과 동물의 삶이 매우 다양하다는 점에서 가치가 있다. 이것은 멕시코 만에서 들어오는 습기를 산이 막아서 일반적으로 동쪽은 상당히 촉촉하고 서쪽은 반건조 덤불이 되기 때문이다. 이 지역의 대부분은 1997년에 설립된 케레타로를 중심으로 한 곳과 2007년에 설립한 과나후아토를 중심으로 한 곳이 있는 두 개의 생물권 보호 구역으로 보호된다. 시에라 고르다는 문화적으로 라 우아스테카 지역의 가장 서쪽으로 간주되며 고향이기도 하다.